# Агенција Асајиш
Асајиш или Asayîş (курд. прев. безбедност ), је курдска безбедоносна организација и примарна обавештајна агенција која делује у Курдистану у Ираку. Основана је у септембру 1993. године и често се назива обавештајна агенција, безбедносне снаге, служба безбедности, обезбеђење, тајна служба, тајна полиција, или једноставно курдска полиција. Асајиш координир и дели информације са агенцијом Ajansa Parastinê û Zanyariyê ya Herêma Kurdistanê (курд. прев. Агенција за одбрану и обавештајне послове Курдистана).
Делује под командом Парламента Курдистана и Регионалне владе Курдистана.
Званични циљеви организације, према Влади аутономне регије Курдистана, су следећи:
- Борба против кријумчарења дроге
- Противтероризам
- Контраообавештајне активности
- Прикупљање обавештајних података
- Процена претњи по националну безбедност региона

Агенција има надлежност над:
- Привредним криминалитетом
- Кријумчарењем
- Шпијунажом
- Саботажама
- Тероризмом

## Проблеми
У 2009. години, Амнести интернашонал је оптужио Асајишу за кршење људских права, укључујући мучење и друге облике злостављања, тврдећи да је агенција „изнад закона” у ирачком Курдистану. Влада аутономне регије Курдистана критиковала је Амнести интернашонал, казавши:
„Већи део информација наведених у извештају описује проблеме које смо имали непосредно након пад Садама Хусеина, када смо још увек били подложни кривичном законику из времена Садама Хусеина… Амнести је имао посебану агенду и користили су сумњиве информације, често старе, како би приказали нереалну, сурову слику снага безбедности у нашем региону, помињући оптужбе за злостављање у затворима попут оног у Акри, који су одавно ван употебе.”— Регионална влада Курдистана